# Eberhard Foest

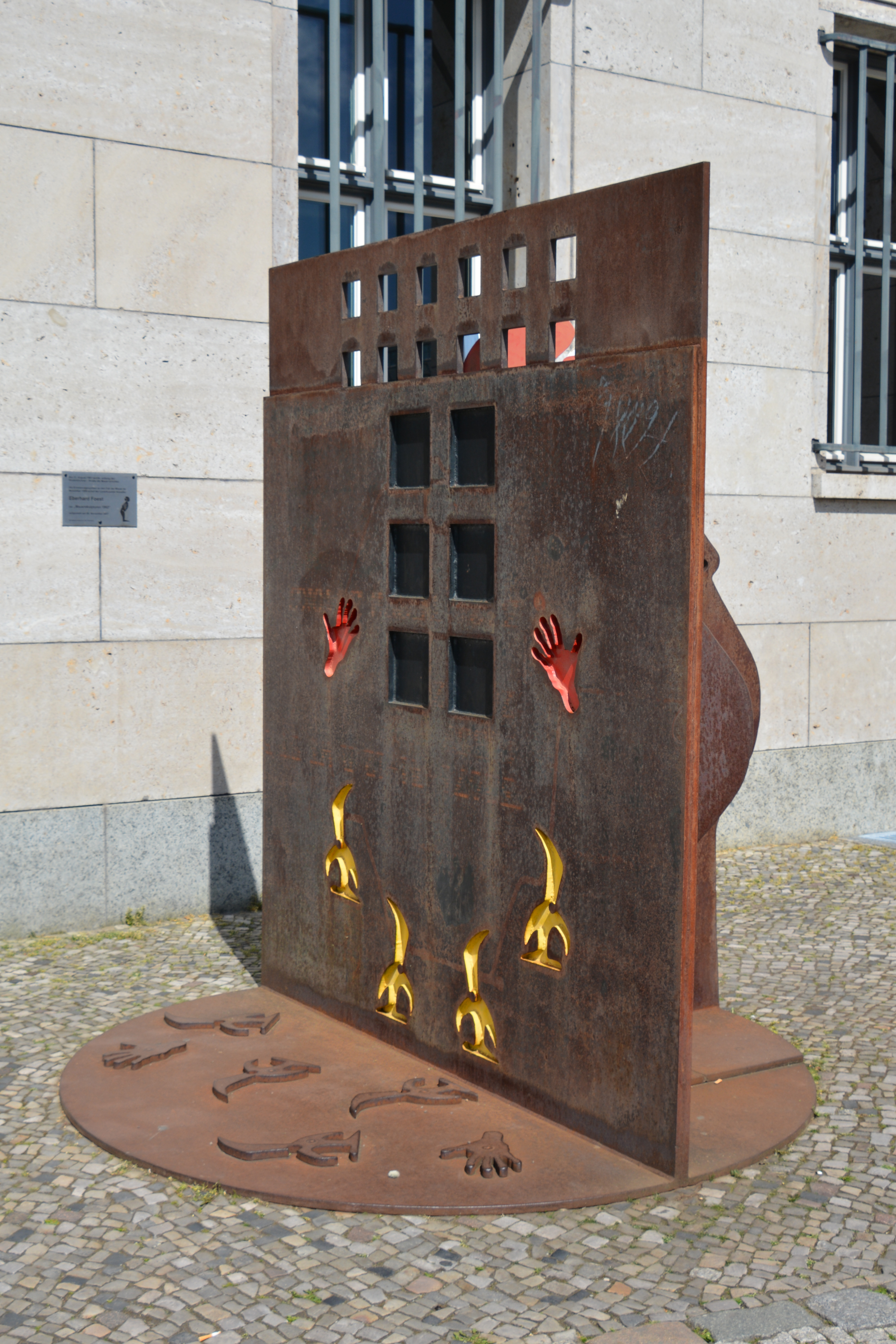
Mauerstück 2

Eberhard Foest, född i maj 1935 i Liebau i dåvarande Schlesien, är en tysk arkitekt och skulptör.
Eberhard Foest började med skulptur 1980 och arbetar huvudsakligen i cortenstål. Han bor och arbetar i Leverkusen.

## Byggnader i urval
- 2004 Gartenschaurestaurant

## Offentliga konstverk i urval
- Dreiklang, cortenstål, 1986, Schloss Morsbroich i Leverkusen
- Skulptur vid Gartenschaurestaurant, 2004, Leverkusen
- De fyra skulpturerna Mauerstück 1, Mauerstück 2, Mauer och Achtergruppe på tema Berlinmuren, cortenstål, 2007,  i och utanför Bundesfinanzministerium i Berlin[2]
- Heimkehr aus einem Krieg, skulptur i cortenstål, 2014, framför Universitäts- und Landesbibliothek, Heinrich Heine Universität, Düsseldorf[3]
- Skulpturgrupp i Wuppermannvillas park, Leverkusen
- Die Aufteilung i Lindenpark i Wanroij, Nederländerna

## Bildgalleri

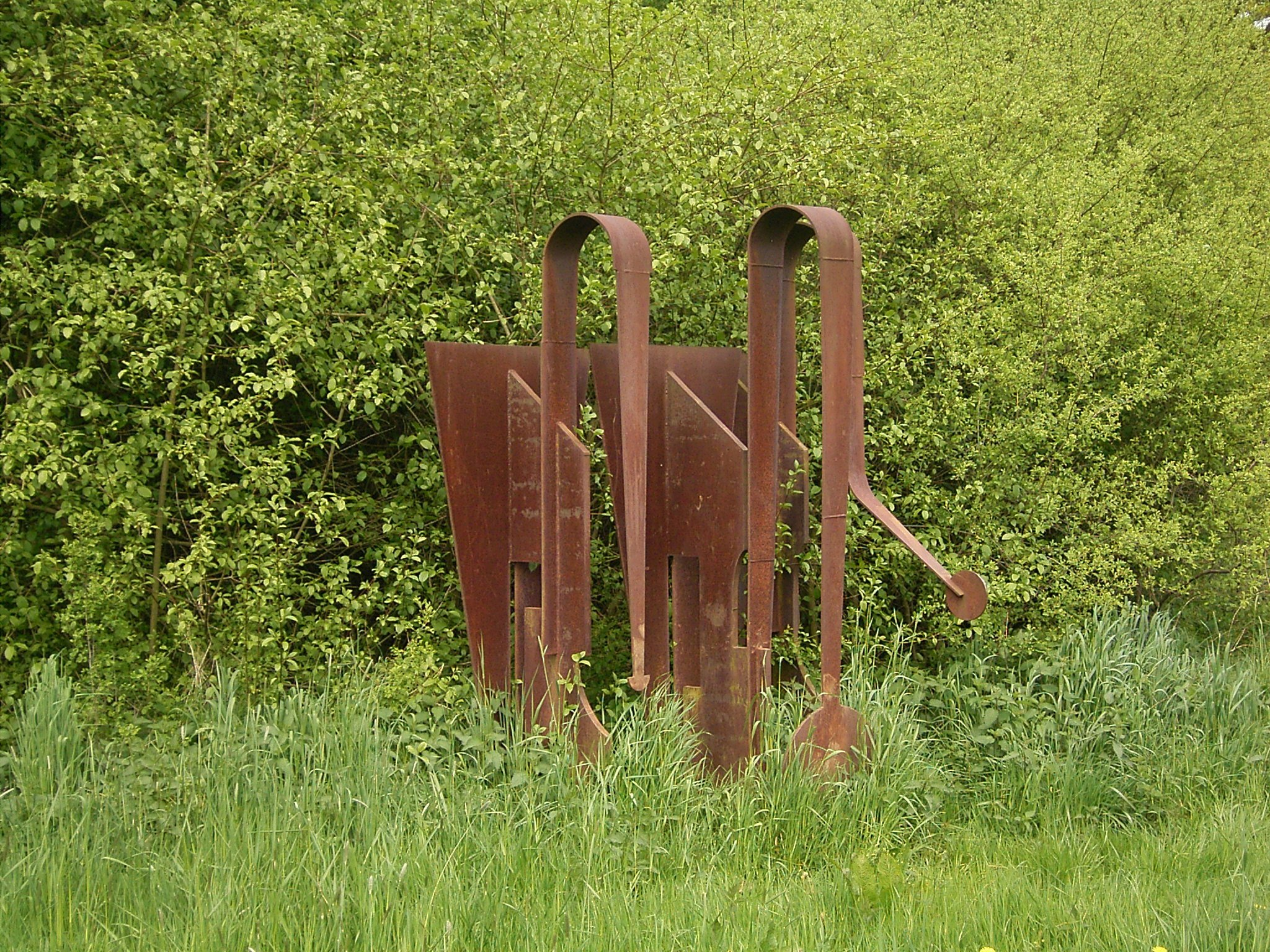
Dreiklang i Leverkusen
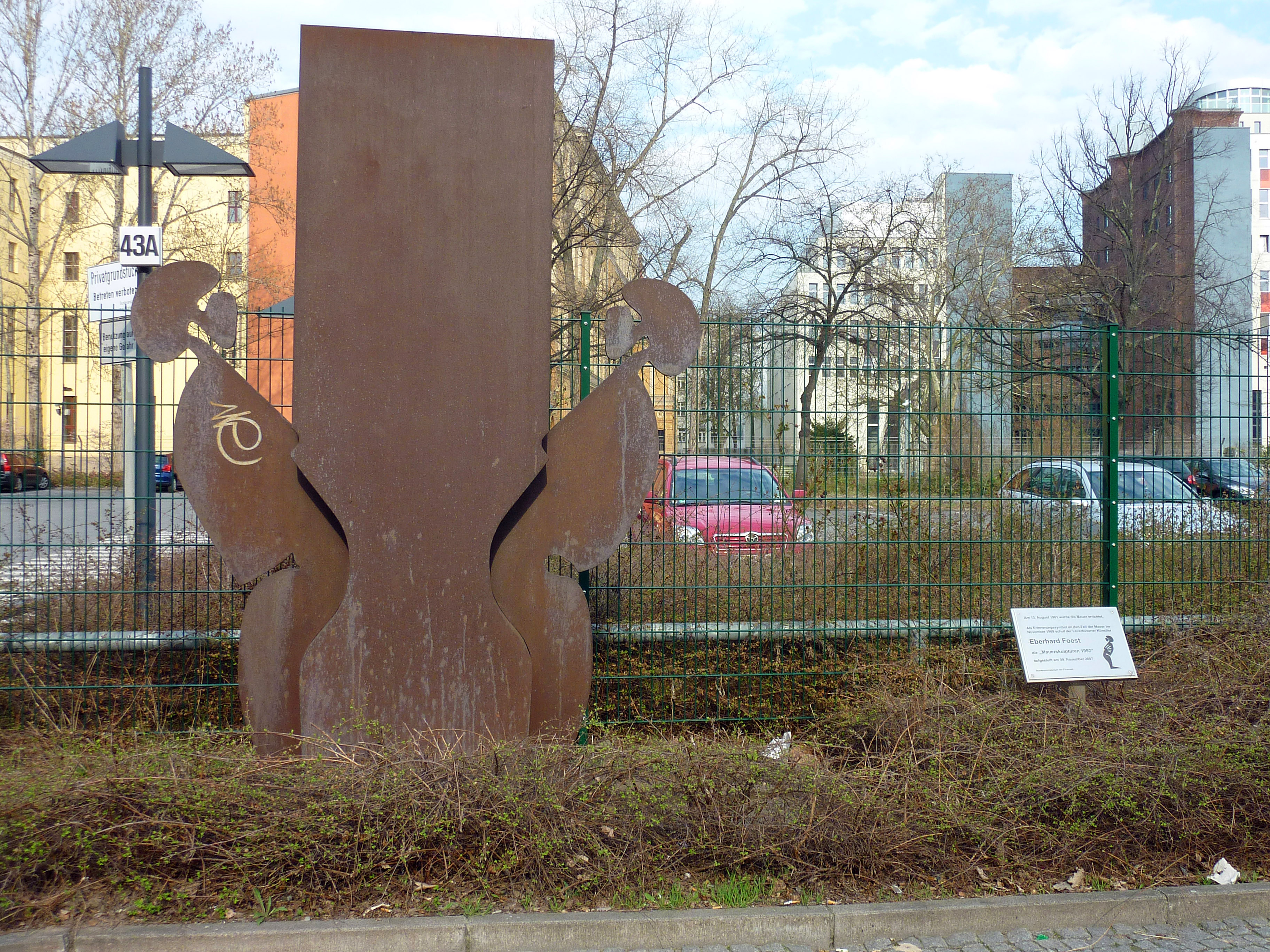
Mauer på Wilhelmstrasse i Berlin
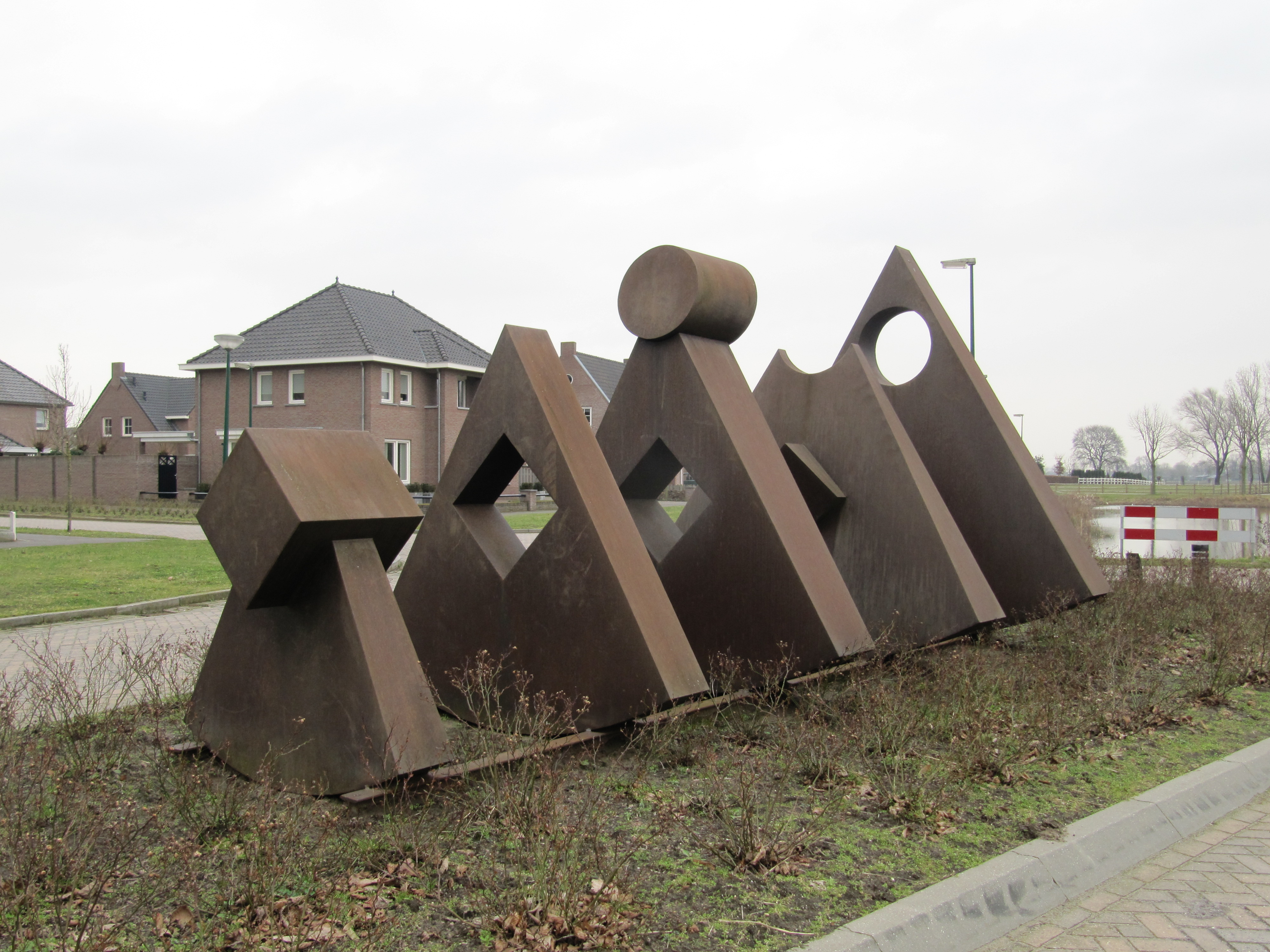
Die Aufteilung i Wanroij